# プラロルモ
プラロルモ（伊: Pralormo）は、イタリア共和国ピエモンテ州トリノ県にある基礎自治体（コムーネ）。

## 地理

### 位置・広がり

#### 隣接コムーネ
隣接するコムーネは以下の通り。括弧内のATはアスティ県、CNはクーネオ県所属を示す。
- チェッラレンゴ (AT)
- チェレゾーレ・アルバ (CN)
- モンタ (CN)
- モンテーウ・ロエーロ (CN)
- ポイリーノ
- サント・ステーファノ・ロエーロ (CN)